# Fabronia niam-niamiae
Fabronia niam-niamiae är en bladmossart som beskrevs av C. Müller 1875. Fabronia niam-niamiae ingår i släktet Fabronia och familjen Fabroniaceae. Inga underarter finns listade i Catalogue of Life.